# Огуречный (остров)
Огуречный — остров в акватории Бердского залива Новосибирского водохранилища близ села Морозово. Площадь — около 17 га. Очертания острова напоминают форму сердца.

## Флора
Весь остров занят соснами, произрастают кустарниковые растения (в том числе шиповник и малина).

## Конфликт с дачным товариществом «ФМК»
В 2014 году администрация Искитимского района продала Огуречный дачному товариществу «ФМК».
В 2015 году в Заксобрание обратились владельцы участков садоводческих товариществ «Ива» и «Ива-2», недовольные постройкой к острову дамбы, которая, по их мнению, способствует заболачиванию территории. Кроме того, они заявили о вырубке на Огуречном леса под строительство коттеджей. В этом же году Прокуратура Новосибирской области выявила нарушения закона со стороны «ФМК», в числе которых было и возведение дамбы. Затем в конфликт вмешалась Генпрокуратура России, потребовавшая снести дамбу, но сооружение переделали в трубчатый переход.
В декабре 2016 года «Фонд борьбы с коррупцией» Алексея Навального провёл расследование, касающееся острова Огуречный и полуострова Солдатский, в ходе которого обнаружил ряд правонарушений, таких как «незаконное пользование акваторией Обского моря, и незаконное огораживание острова».
24 июля 2020 года в Новосибирском областном суде прошло судебное разбирательство — апелляционный суд обязал «ФМК» частично возвратить остров в собственность Российской Федерации.

## Инфраструктура
К каждому расположенному на острове участку по дну Бердского залива проведены газ, вода и электричество, тем не менее на острове практически нет готового жилья, на других же участках строительство зданий было приостановлено.
По данным на лето 2020 года достроены и заселены лишь несколько домов, расположенных возле берега.
Через остров пролегает частично асфальтированная дорога.
Территория острова находится под охраной.